# Hugo Dorrego
Hugo Dorrego, vollständiger Name Víctor Hugo Dorrego Coito, (* 9. Mai 1993 in Montevideo) ist ein uruguayischer Fußballspieler.

## Karriere

### Verein
Der 1,74 Meter große Mittelfeldakteur Dorrego ist der Bruder der Fußballspieler Silvio Dorrego und Richard Dorrego. Er wuchs im Barrio Villa Española als Sohn von Silvio und "Quica" Dorrego auf. Der Vater spielte von 1983 bis 1988 als Stürmer bei Villa Española in der "C". Hugo Dorrego gehörte zu Beginn seiner Karriere in den Spielzeiten 2012/13 und 2013/14 dem Kader des Erstligisten Nacional Montevideo an. In der erstgenannten Saison lief er fünfmal in der Primera División und zweimal in der Copa Libertadores auf. Ein Pflichtspieltor schoss er ebenso wenig wie in der folgenden Saison, als er je dreimal in der höchsten uruguayischen Spielklasse und der Copa Libertadores zum Einsatz kam. Für die Apertura 2014 schloss er sich auf Leihbasis dem Ligakonkurrenten Club Atlético Rentistas an. In der Apertura 2014 wurde er achtmal (kein Tor) in der Primera División und zweimal (kein Tor) in der Copa Sudamericana 2014 eingesetzt. Anschließend kehrte er zur Clausura 2015 zu Nacional zurück. Er wurde mit dem Team am Ende der Spielzeit 2014/15 Uruguayischer Meister, kam in jener Saison bei den "Bolsos" allerdings nicht zum Einsatz. Im September 2015 wechselte er zum Zweitligisten Deportivo Maldonado. In der Spielzeit 2015/16 absolvierte er 14 Zweitligaspiele (kein Tor). Im September 2016 schloss er sich dem Zweitligisten Cerro Largo FC an. In der Saison 2016 kam er dort siebenmal (ein Tor) in der Liga zum Einsatz.

### Erfolge
- Uruguayischer Meister: 2014/15